# Koen Gisen
Koen Gisen (Aalst, 1966) is en Belgisch muzikant en muziekproducent.

## Biografie
Gisen werkte tussen 1992 en 2003 voor Theater Victoria waarvan hij programmator werd bij kunstcentrum Vooruit in Gent. Daarnaast is hij muzikant, o.a. gitarist van White Velvet. Hij speelde ook in Vive La Fête. Sinds 1999 is hij ook producent voor meerdere artiesten, onder wie The Bony King, Ottla, Dans Dans, Nordmann (The Boiling Ground), SCHNTZL, An Pierlé, The Black Heart Rebellion, Sioen (Messages of Cheer & Comfort), Kiss the Anus of a Black Cat, Oscar and the Wolf (EP Collection 2013, Moonshine / Dark darker) en Flying Horseman.
Hij heeft een relatie met An Pierlé.